# Hakonechloa macra
Hakonechloa macra là một loài thực vật có hoa trong họ Hòa thảo. Loài này được (Munro) Honda mô tả khoa học đầu tiên năm 1930.

## Hình ảnh

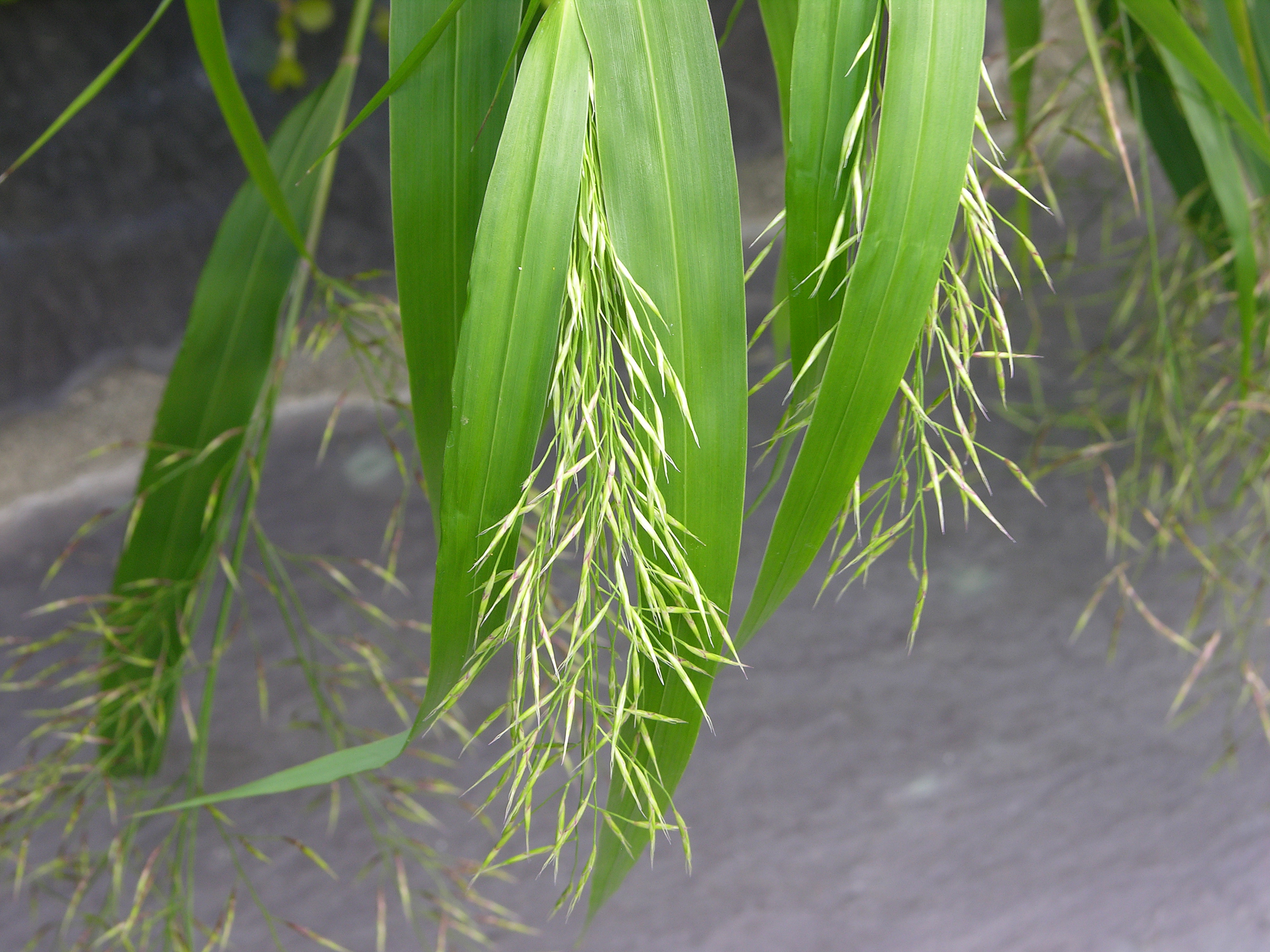
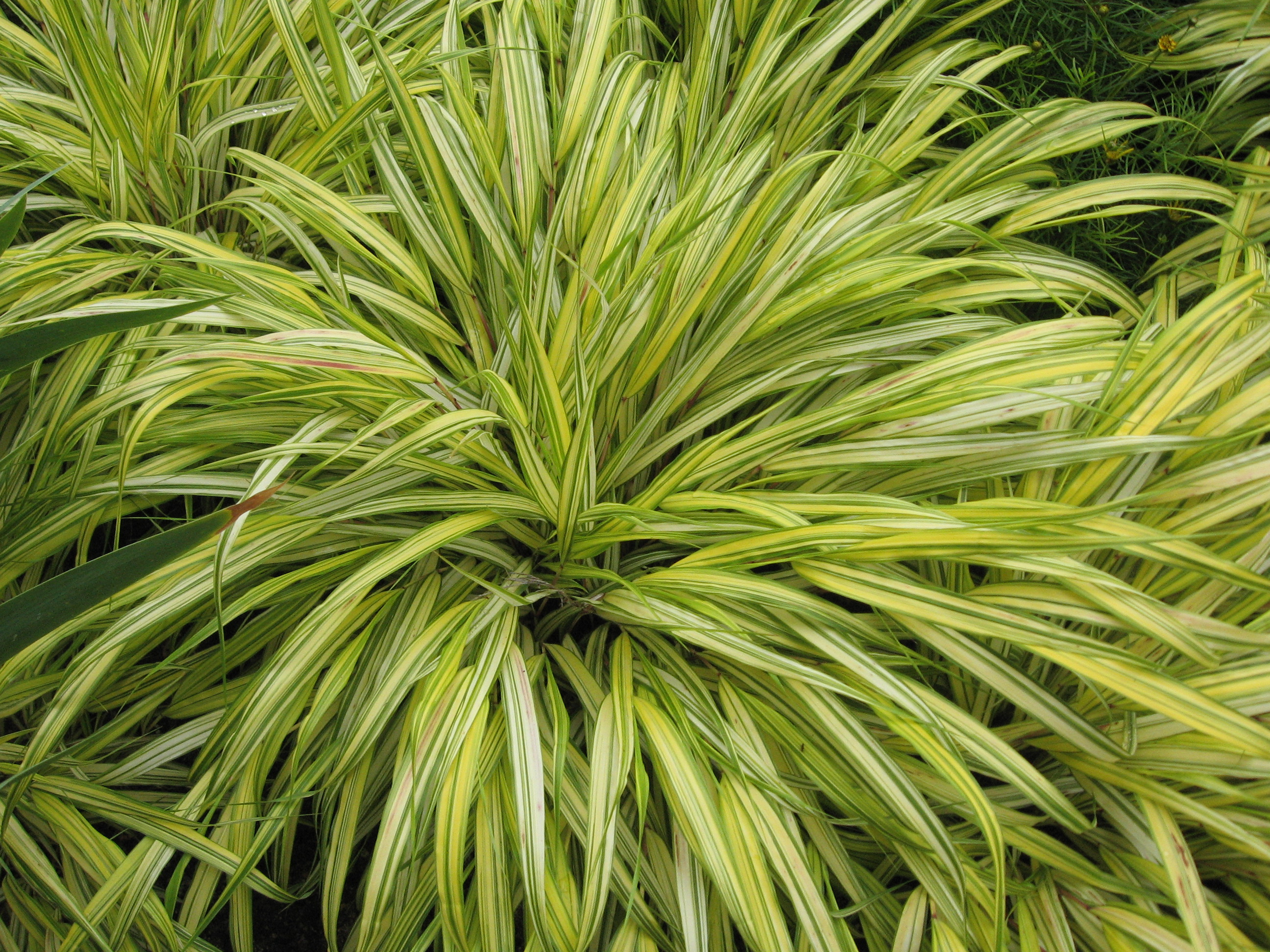